# 品川機関区
品川機関区（しながわきかんく）は、かつて東京都港区にあった日本国有鉄道（国鉄）東京南鉄道管理局・日本貨物鉄道（JR貨物）関東支社の車両基地である。一時期、機関区本屋（事務所）に日本貨物鉄道情報システム部が置かれていた。

## 配置車両に表示される略号
機関車：「品」…品川の「品」から構成される。

## 配置車両
電気機関車が配置され東海道本線の旅客列車を受け持っていた東京機関区とは異なり、基本的に構内入換や小運転用の蒸気機関車とディーゼル機関車が配置されていた。
国鉄時代は、品川客車区構内での客車入換や通称築地市場線も担当していたが、国鉄分割民営化直前に田端運転所に移管されている。民営化後は、関東地方の貨物駅での入換業務を中心に担当していた。
日々の走行距離が少なく重仕業もないことから、愛好家の間では、車齢は高いながら状態の良い「カマ」が居る「クラ」（機関庫）として知られ、歴代の配属機は、山手線や東海道・横須賀線の車窓から毎日見ることができたこともあり、親しまれ、写真も比較的多く残されている。

### 国鉄時代の主な配置車両
- 2120形蒸気機関車
- 8620形蒸気機関車
- DD13形ディーゼル機関車 - 無煙化推進のため、トップナンバーの1号機をはじめ21号機まで、23号機から35号機、37号機から40号機、58号機から62号機までが一挙に新製配置されている。
- DE10形ディーゼル機関車

### JR貨物時代の配置車両
- DE10形ディーゼル機関車

## 歴史
- 1916年（大正5年）：官設鉄道東京鉄道局管内の新橋機関庫貨物列車用機関車の運用機能を品川駅港南口側に移転し、品川機関庫を開設
- 1923年（大正12年）9月1日：関東大震災で被災し品川機関庫ピット上で蒸気機関車脱線
- 1936年（昭和11年）9月1日：品川機関区に改称
- 1937年（昭和11年）：この頃、東海道本線及び山手線の貨物列車の運用を新鶴見機関区に移管し、入換及び小運転用のみの機能に特化、戦後になり本線運用を部分的に復活する時期もあったが基本的には変わらず
- 1950年（昭和25年）8月1日：地方組織改正により引き続き日本国有鉄道東京鉄道管理局の管轄となる
- 1958年（昭和33年）3月20日：ディーゼル機関車が初めて配置され、以後大量に増備し無煙化を図る
- 1959年（昭和34年）5月：汐留駅 (国鉄)や芝浦駅及び品川駅などの構内入換及び周辺の東海道本線貨物支線の小運転用の蒸気機関車全てをディーゼル機関車に転換し無煙化完了
- 1969年（昭和44年）3月1日：東京鉄道管理局の再編により、民営化まで東京南鉄道管理局の管轄となる
- 1987年（昭和62年）4月1日：国鉄分割民営化によりJR貨物が継承し、関東支社の管轄となる
- 1998年（平成10年）3月26日：東海道新幹線品川駅建設工事に伴い用地確保のために廃止、車両は新鶴見機関区川崎派出へ転出

その後、整地のうえ再開発されて跡形もなくなっている